# تسوکاسا اومساکی
تسوکاسا اومساکی (به انگلیسی: Tsukasa Umesaki) بازیکن فوتبال اهل ژاپن و عضو تیم ملی فوتبال ژاپن است که در تاریخ ۰۶ سپتامبر ۲۰۰۶ میلادی اولین بازی ملی‌اش را انجام داد. او در ۱ بازی ملی حضور داشت و آخرین بازی ملی خود را در تاریخ ۶ سپتامبر ۲۰۰۶ میلادی انجام داد. تسوکاسا اومساکی در بازی‌های ملی‌اش
گلی به ثمر نرساند.